# Итати
Итати (порт. Itati) — муниципалитет в Бразилии, входит в штат Риу-Гранди-ду-Сул. Составная часть мезорегиона Агломерация Порту-Алегри. Входит в экономико-статистический микрорегион Озориу. Население составляет 3367 человек на 2006 год. Занимает площадь 201,402 км². Плотность населения — 15,1 чел./км².

## Статистика
- Валовой внутренний продукт на 2006 год составляет 3.098.039,96 реалов (данные: Бразильский институт географии и статистики).
- Валовой внутренний продукт на душу населения на 2006 год составляет 920,12 реалов (данные: Бразильский институт географии и статистики).